# Abisara mudita
Abisara mudita är en fjärilsart som beskrevs av Hans Fruhstorfer 1914. Abisara mudita ingår i släktet Abisara och familjen Riodinidae. Inga underarter finns listade i Catalogue of Life.